# Mikhayelovka
Mikhayelovka là một đô thị thuộc tỉnh Lori, Armenia. Dân số ước tính năm 2011 là 661 người.